# طيور الهوليداي إن
طيور الهوليداي إن رواية للروائي اللبناني ربيع جابر. صدرت الرواية لأوّل مرة عام 2011 عن دار التنوير للطباعة والنشر في بيروت. ودخلت في القائمة الطويلة للجائزة العالمية للرواية العربية لعام 2013، المعروفة باسم «جائزة بوكر العربية».

## حول الرواية
يروي الكاتب اللبناني «ربيع جابر» في هذه الرواية حكاية تدور أحداثها في الفترة الأولى من الحرب الأهلية في لبنان (1975-1976)، وهي الفترة التي شهدت عمليات قتل وتهجير واسعة النطاق، وكوّنت مجتمعًا تتحكم الحرب في مفاصل حياته. في تلك المرحلة تم تقسيم بيروت إلى بيروتين، واحدة شرقية وأخرى غربية، ودارت معاركها الأكثر شراسة في وسط بيروت حيث يقع فندق الهوليداي إن الذي كان أكبر وأشهر فندق في بيروت والذي دارت فيه معارك قاسية. كما تم تهجير العدد الأكبر من المسيحيين من بيروت الغربية، وتهجير العدد الأكبر من المسلمين من بيروت الشرقية، واستولت ميليشيات القوات اللبنانية ونمور الأحرار وحرس الأرز على مخيم تل الزعتر الذي كان غالبية سكانه من اللاجئين الفلسطينيين، والذي شهد مجازر وحشية وعمليات قتل عام بشعة. في «بناية العبد» في الأشرفية يعيش أبطال هذه الرواية، وعبر حياة هذه البناية نطل على حياة اللبنانيين آنذاك، حياة من العزلة والخوف والفوضى التي سببها المسلّحون وعمليات الخطف والقتل على الهوية، ومعاناة العيش اليومي، ومأساة الأهل في بحثهم عن أحبتهم الذين «غادروا ولم يعودوا» وهي ذكريات وآمال لا زالت حتى اليوم حيّة وتحمل أمل عودتهم.